# Oluf Ier (roi)
Oluf Ier, surnommé Hunger, est né vers 1050 et mort le 18 août 1095. Il est roi de Danemark de 1086 à sa mort.

## Biographie
Né vers 1050, Oluf est l'un des fils illégitimes du roi Sven II Estridsen. Sous le règne de son frère Knut IV, de 1080 à 1086, il est titré duc de Sud-Jutland. Craignant sa popularité auprès des barons du royaume, Knut le fait emprisonner en 1085 et le bannit dans le comté de Flandre, qui est alors gouverné par Robert Ier, le beau-père de Knut.
Knut est assassiné lors d'une révolte l'année suivante et Oluf est élu roi par le thing à Viborg. Les révoltés paient la rançon d'Oluf, et son frère Niels est envoyé en Flandre comme garantie. Selon la tradition, son règne aurait été marqué par des famines, d'où son surnom Hunger. Ces famines sont peut-être un lieu commun hagiographique représentant une sanction céleste contre les régicides responsables de la mort de son frère et prédécesseur.
Oluf meurt le 18 août 1095. Il ne laisse pas d'enfants de son mariage avec la princesse norvégienne Ingegerd, fille de Harald Hardrada, et c'est donc son frère Éric qui lui succède. Sa veuve se remarie avec le roi de Suède Philippe Halstensson.